# Efim Etkind

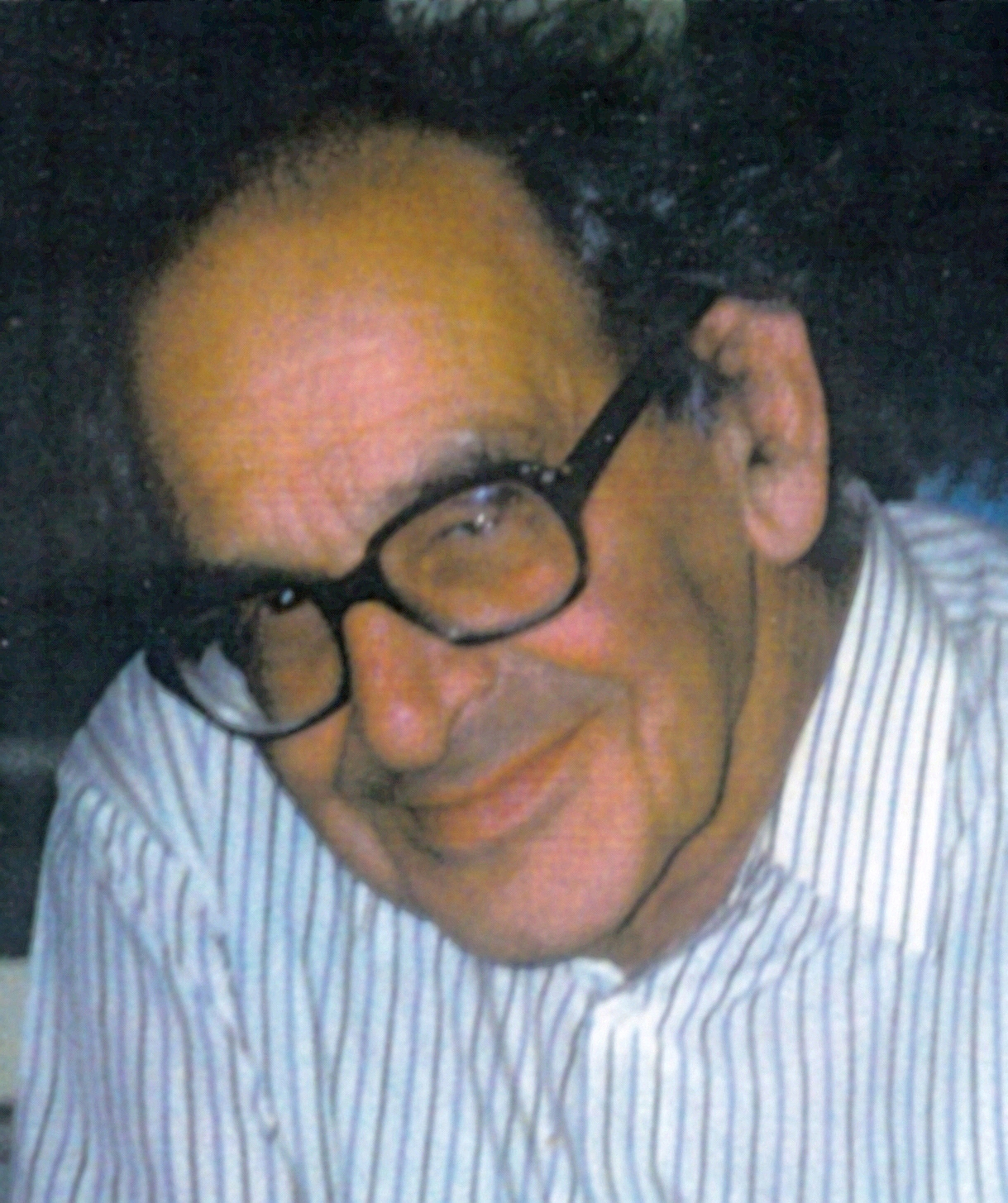
Efim Etkind

Efim Etkind, auch Jefim Grigorjewitsch Etkind (russisch Ефим Григорьевич Эткинд; * 26. Februar 1918 in Petrograd; † 22. November 1999 in Potsdam), war ein russischer Literaturwissenschaftler und Übersetzer. In der Sowjetunion galt er aufgrund seiner Forschungsarbeit zur literarischen Übersetzung als Dissident.

## Leben
Etkind besuchte in Petrograd bis zum Abitur die Petrischule. Dank der sowjetischen „Säuberungen“ von Bibliotheken im Hinblick auf bourgeoise Literatur, die als Makulatur auf dem Hof der bescheidenen Packpapierfabrik seines Vaters landete und von dem lesehungrigen Knaben verschlungen wurde, fand er früh zum internationalen Schrifttum, und arbeitete schon als Zwölfjähriger in einem privat organisierten kleinen Übersetzungs-Team mit.
Etkind studierte in Leningrad Germanistik, Slawistik und Romanistik; zu seinen Lehrern und Leitfiguren zählten unter anderem der Literaturwissenschaftler und Philologe Wiktor Schirmunski und Roman Jakobson. Während des Zweiten Weltkriegs diente Etkind aufgrund seiner perfekten deutschen und französischen Sprachkenntnisse als Propagandaoffizier in der Roten Armee. Bereits zu dieser Zeit wurde er des „kosmopolitischen Antipatriotismus’“ beschuldigt. Ab 1952 lehrte er am Pädagogischen Herzen-Institut in Leningrad als ordentlicher Professor; sein Hauptinteresse galt dabei der Geschichte der Lyrik sowie der Theorie und Geschichte des Übersetzens.
Im Jahr 1974 wurde ihm seine Professur entzogen sowie der Doktorgrad und das Lehr- und Publikationsrecht in der Sowjetunion aberkannt. Zum Vorwurf gemacht wurden ihm hauptsächlich sein Kontakt zu ausländischer Literatur und deren Autoren (natürliche Folge seiner Übersetzungstätigkeit), vor allem auch zu Alexander Solschenizyn, dessen Manuskript des Archipel Gulag er aufbewahrt und nach Paris geschmuggelt haben soll, außerdem zu Christa Wolf und Heinrich Böll, und sein Einsatz für Joseph Brodsky in dessen Schauprozess um angebliches gesellschaftliches Parasitentum (1964), ebenso die angeblich antisowjetische Ausrichtung seiner Forschung, also als „Kosmopolit“. Er erhielt schließlich totales Berufsverbot, d. h. auch außerhalb der Universität durfte ihn niemand einstellen oder beschäftigen. Wer ihn auf der Straße grüßte, begab sich in reale Gefahr. Etkind stellte 1974 nach Verhören durch den KGB unter politischem Druck den einzigen für einen Juden denkbaren Ausreiseantrag nach Israel, woraufhin er aus der Sowjetunion ausgewiesen wurde.
Er kam im Oktober 1974 nach Paris, wurde dort nach-habilitiert und lehrte ab 1975 Komparatistik an der Universität Sorbonne, Paris X, in Nanterre als ordentlicher Professor im Institut für Slawistik. Als er Ende 1999 in Potsdam starb, war er 10 Jahre lang mit der Germanistin Elke Liebs liiert gewesen, seit 1994 verheiratet; er war ihr an der University of Oregon, Eugene, während einer Gastprofessur begegnet.
Zu Etkinds persönlichen Bekannten bzw. Freunden zählten Alexander Solschenizyn, Joseph Brodsky, Christa Wolf, Anna Achmatowa, Heinrich Böll, Lew Kopelew und Ilma Rakusa.
Efim G. Etkind war seit 1973 Mitglied des deutschen PEN-Zentrums, seit 1976 Mitglied der Bayerischen Akademie der Wissenschaften und seit 1980 korrespondierendes Mitglied der Deutschen Akademie für Sprache und Dichtung. In Frankreich wurde er für seine Übertragung des Gesamtwerks von A. Puschkin in die französische Sprache mit dem Orden Palmes académiques ausgezeichnet und in den 1990er Jahren auch in St. Petersburg offiziell rehabilitiert.

## Werke
- Unblutige Hinrichtung. Warum ich die Sowjetunion verlassen musste. München 1978.
- Russische Lyrik von der Oktoberrevolution bis zu Gegenwart. Versuch einer Darstellung. München 1984.
- Efim Etkind, Georges Nivat, Ilya Serman und Vittorio Strada: Histoire de la littérature russe, Bd. 1–6. Paris 1987–1996. (Mehrbändige Russische Literaturgeschichte, auch auf Italienisch und Russisch erschienen).
- Eine russischsprachige Bibliographie seiner Publikationen noch zu Lebzeiten verzeichnet zahlreiche weitere literaturwissenschaftliche Bücher (z. B. Der Stoff des Verses' und 'Dort drinnen') und Übersetzungen sowie hunderte von Artikeln in wissenschaftlichen Zeitschriften.
- Ein Teil von Etkinds Nachlass befindet sich im Archiv der Forschungsstelle Osteuropa an der Universität Bremen.